# Třemošná
Třemošná (in tedesco Tschemoschna) è una città della Repubblica Ceca facente parte del distretto di Plzeň-sever, nella regione di Plzeň.